# Domina (Rebsorte)
Domina ist eine Rotweinsorte. Diese Neuzüchtung aus den Sorten Blauer Portugieser und Spätburgunder hat nur in Deutschland Bedeutung.

## Abstammung, Herkunft
Blauer Portugieser × Spätburgunder
Die Domina wurde 1927 von Peter Morio durch eine Kreuzung der Rebsorten Blauer Portugieser und Spätburgunder für das Institut für Rebenzüchtung Geilweilerhof gezüchtet und von Bernhard Husfeld in den 1950er Jahren züchterisch nachbehandelt. Der Eintrag in die Sortenliste erfolgte im Jahr 1974. Die Angaben des Züchters zu den Kreuzungseltern konnten in der Zwischenzeit durch DNA-Analyse bestätigt werden.

## Ampelografische Merkmale
- Die Triebspitze ist weißwollig behaart.
- Die kleinen Blätter sind gelbgrün und auf der Unterseite wollig. Große Blätter sind leicht blasig und fünf-, selten siebenlappig. Die Stielbucht ist stark überlappt.
- Die Traube ist mittelgroß bis groß, dichtbeerig, geschultert. Die Beeren sind blauschwarz gefärbt, rund und mittelgroß.[2]

Reife: mittelspät

## Eigenschaften
Die Sorte hat ein starkes Triebwachstum und ist in der Blüte nicht verrieselungsanfällig. Die Sorte zeigt gute Frostbeständigkeit, besitzt eine mittlere Anfälligkeit gegen Botrytis und hat auch eine gute Chloroseresistenz.

## Wein
Die Weine sind in der Regel sehr dunkel, farbstoffreich und auch als Deckweine geeignet. In guten Lagen können extraktreiche Weine mit hohem Gerbstoffgehalt entstehen. Standort- und jahrgangsbedingt können die Säurewerte relativ hoch ausfallen.

## Verbreitung
Das Hauptverbreitungsgebiet der Sorte ist vor allem das Weinbaugebiet Franken. 2015 waren in Deutschland 380 Hektar mit der Rebsorte Domina bestockt. Die Fläche ist seit einigen Jahren konstant. 2006 waren noch 395 Hektar Anbaufläche bestockt gewesen, nachdem 1999 bereits 187 Hektar erhoben worden waren. Kleinste Bestände sind auch in der Schweiz bekannt (0,08 ha, Stand 2009).
Die Rebflächen in Deutschland verteilten sich 2015 wie folgt auf die einzelnen Anbaugebiete:
| Anbaugebiet      | Fläche ha |
| Deutschland      | 380       |
| Bayern (Franken) | 331       |
| Rheinland-Pfalz  | 46        |
| Rheinhessen      | 16        |
| Ahr              | 10        |
| Nahe             | 10        |
| Mosel            | 5         |
| Pfalz            | 5         |
| Sachsen          | 2         |

## Synonyme
Züchtungsnummer Geilweilerhof 4- 25- 7 oder GF. IV-25-7 N